# Montreuil (Eure i Loir)
Montreuil és un municipi francès, situat al departament de l'Eure i Loir i a la regió de Centre – Vall del Loira. L'any 2007 tenia 510 habitants.

## Demografia

### Població
El 2007 la població de fet de Montreuil era de 510 persones. Hi havia 200 famílies, de les quals 44 eren unipersonals (20 homes vivint sols i 24 dones vivint soles), 84 parelles sense fills i 72 parelles amb fills.
La població ha evolucionat segons el següent gràfic:
Habitants censats

### Habitatges
El 2007 hi havia 243 habitatges, 212 eren l'habitatge principal de la família, 24 eren segones residències i 7 estaven desocupats. 237 eren cases i 4 eren apartaments. Dels 212 habitatges principals, 187 estaven ocupats pels seus propietaris, 16 estaven llogats i ocupats pels llogaters i 9 estaven cedits a títol gratuït; 5 tenien dues cambres, 34 en tenien tres, 49 en tenien quatre i 124 en tenien cinc o més. 186 habitatges disposaven pel capbaix d'una plaça de pàrquing. A 84 habitatges hi havia un automòbil i a 116 n'hi havia dos o més.

### Piràmide de població
La piràmide de població per edats i sexe el 2009 era:
| Homes | Edats   | Dones |
| ----- | ------- | ----- |
| 0     | 95 o +  | 0     |
| 0     | 90 a 94 | 0     |
| 0     | 85 a 89 | 0     |
| 4     | 80 a 84 | 8     |
| 8     | 75 a 79 | 4     |
| 12    | 70 a 74 | 12    |
| 4     | 65 a 69 | 12    |
| 16    | 60 a 64 | 8     |
| 24    | 55 a 59 | 28    |
| 44    | 50 a 54 | 32    |
| 4     | 45 a 49 | 16    |
| 16    | 40 a 44 | 16    |
| 12    | 35 a 39 | 20    |
| 28    | 30 a 34 | 16    |
| 12    | 25 a 29 | 20    |
| 16    | 20 a 24 | 4     |
| 8     | 15 a 19 | 20    |
| 8     | 10 a 14 | 20    |
| 8     | 5 a 9   | 12    |
| 4     | 0 a 4   | 20    |

## Economia
El 2007 la població en edat de treballar era de 366 persones, 264 eren actives i 102 eren inactives. De les 264 persones actives 243 estaven ocupades (132 homes i 111 dones) i 21 estaven aturades (13 homes i 8 dones). De les 102 persones inactives 56 estaven jubilades, 19 estaven estudiant i 27 estaven classificades com a «altres inactius».

### Ingressos
El 2009 a Montreuil hi havia 205 unitats fiscals que integraven 501,5 persones, la mediana anual d'ingressos fiscals per persona era de 24.295 €.

### Activitats econòmiques
Dels 21 establiments que hi havia el 2007, 1 era d'una empresa extractiva, 3 d'empreses de fabricació d'altres productes industrials, 5 d'empreses de construcció, 6 d'empreses de comerç i reparació d'automòbils, 1 d'una empresa d'hostatgeria i restauració, 1 d'una empresa d'informació i comunicació, 2 d'empreses de serveis, 1 d'una entitat de l'administració pública i 1 d'una empresa classificada com a «altres activitats de serveis».
Dels 5 establiments de servei als particulars que hi havia el 2009, 1 era un paleta, 2 guixaires pintors, 1 lampisteria i 1 electricista.
L'únic establiment comercial que hi havia el 2009 era una floristeria.
L'any 2000 a Montreuil hi havia 6 explotacions agrícoles que ocupaven un total de 252 hectàrees.

## Poblacions més properes
El següent diagrama mostra les poblacions més properes.